# Raúl Páez
Raúl Alberto Páez (* 26. Mai 1937 in Córdoba) ist ein ehemaliger argentinischer Fußballspieler, der die meiste Zeit seiner Laufbahn bei CA San Lorenzo de Almagro verbrachte und mit der Nationalmannschaft seines Heimatlandes an der Fußball-Weltmeisterschaft 1962 teilnahm.

## Karriere

### Vereinskarriere
Raúl Páez, geboren 1937 in der argentinischen Großstadt Córdoba, begann seine aktive Laufbahn als Fußballprofil im Jahre 1958 bei CA San Lorenzo de Almagro, der zu den großen fünf Vereinen in Argentiniens Hauptstadt Buenos Aires zählt. Für San Lorenzo de Almagro spielte Raúl Páez von 1958 die folgenden neun Jahre lang bis ins Jahr 1967 und absolvierte in dieser Zeit 214 Ligaspiele in der Ligamannschaft des Vereins. Der Abwehrspieler erzielte während dieser Zeit drei Tore. Als Spieler von CA San Lorenzo de Almagro gewann Raúl Páez insgesamt einmal die argentinische Fußballmeisterschaft. Die Spielzeit 1959 beendete man auf dem ersten Platz mit sieben Punkten Vorsprung auf den zweitplatzierten Racing Club aus dem Partido Avellaneda. Als argentinischer Meister von 1959 war man startberechtigt für die Copa Libertadores 1960, den ersten Wettbewerb seiner Art in Südamerika, damals noch unter dem alten Namen Copa Campeones de América. In dem Turnier scheiterte Raúl Páez mit der Mannschaft von Trainer José Barreiro erst im Wiederholungsspiel des Halbfinales gegen den uruguayischen Vertreter und späteren ersten Copa-Libertadores-Sieger CA Peñarol, nachdem zuvor EC Bahia aus Brasilien bezwungen wurde. In der Folge konnte sich Raúl Páez mit San Lorenzo nicht wieder für die Copa Libertadores qualifizieren. Auch auf nationaler Ebene konnte man nicht mehr an die gezeigten Leistungen der Meistersaison 1959 anknüpfen. Erst 1968, im ersten Jahr nach Páez' Abschied, holte San Lorenzo de Almagro wieder die argentinische Meisterschaft. 
Im gleichen Jahr beendete Raúl Páez seine aktive Laufbahn als Fußballspieler, nachdem er im Jahr 1968 noch ein Jahr lang für Quilmes AC auf dem Spielfeld stand.

### Nationalmannschaft
Im Jahr 1962 brachte es Raúl Páez auf drei Länderspiele in der argentinischen Fußballnationalmannschaft. Zwei dieser drei Spiele absolvierte er im Rahmen der Fußball-Weltmeisterschaft 1962 in Chile. In den ersten beiden Turnierspielen der Mannschaft von Trainer Juan Carlos Lorenzo wurde Páez von diesem in der Verteidigung von Argentiniens Team eingesetzt. Einzig das dritte und letzte Gruppenspiel, das das Ausscheiden der argentinischen Nationalmannschaft besiegelte, verpasste Páez. Nach der Weltmeisterschaft machte er nurmehr ein einziges Länderspiel, blieb aber wie auch in den vorangegangenen zwei Länderwettkämpfen ohne Treffer.